# Diuranato di ammonio
Il diuranato di ammonio , chiamato anche ADU ((NH4)2U2O7), è un composto intermedio ottenuto nella produzione della "yellowcake" (torta gialla) durante il processo di arricchimento dell'uranio con esafluoruro di uranio. Il nome "yellowcake" originariamente dato a questo sale giallo brillante, ora si applica a miscele di ossidi di uranio che in realtà non sono quasi mai gialle. 
Solitamente viene ottenuto tramite concentrazione, denitrazione o neutralizzazione con ammoniaca gassosa del nitrato di uranile.
È anche un intermedio nella fabbricazione di combustibili a ossido misto (MOX). Anche se di solito è chiamato "diuranato di ammonio" come se avesse uno ione "diuranato" U2O72-, non è necessariamente così. Può anche essere chiamato eptaossido di diammonio diuranio. Si dice che la struttura sia simile a quella del diossido di uranio diidrato.
Viene precipitato aggiungendo idrossido d'ammonio acquoso dopo l'estrazione dell'uranio da ammine terziarie in cherosene. Questo precipitato viene quindi addensato e centrifugato prima di essere calcinato ad ossido di uranio.
Il diuranato di ammonio un tempo era usato per produrre smalti colorati per le ceramiche. Tuttavia, quando viene sparato, questo si decompone in ossido di uranio, quindi l'uranato è stato utilizzato solo come materiale a basso costo rispetto all'ossido di uranio completamente purificato.